# Freddie van Mierlo
Frederick Isaac van Mierlo (né en 1989 ou 1990) est un homme politique libéral-démocrate britannique qui est député de Henley et Thame depuis 2024. Il est également membre du conseil du comté d'Oxfordshire depuis 2021 et du conseil du district de South Oxfordshire depuis 2023. Avant son élection au Parlement, van Mierlo travaille comme consultant auprès d’entreprises et de groupes de patients.

## Jeunesse et éducation
Van Mierlo grandit à Preston, Lancashire. Son père quitte les Pays-Bas pour s'installer en Angleterre afin de travailler comme physiothérapeute. Il est titulaire d'une licence en sciences géographiques de l'université de Bristol et d'une maîtrise en études de l'Union européenne de l'université de Leyde aux Pays-Bas. Il étudie également les sciences géographiques à l'Université Joseph-Fourier de Grenoble en France,,.

## Carrière
Van Mierlo vit et travaille en Belgique avant de déménager dans le sud de l'Oxfordshire en 2020. Il est directeur du cabinet de conseil en stratégie Harwood Levitt Consulting et travaille comme consultant auprès d'entreprises, d'ONG, de fondations et de groupes de patients,.
Lors des élections au Parlement européen de 2019 au Royaume-Uni, van Mierlo figure sur la liste du parti libéral-démocrate pour le nord-ouest de l'Angleterre. Depuis les élections de 2021, van Mierlo est membre du conseil du comté d'Oxfordshire pour la division de Chalgrove et Watlington, et depuis les élections de 2023, membre du conseil de district de South Oxfordshire pour le quartier de Watlington. Il est membre du cabinet du South Oxfordshire pour le changement climatique et la restauration de la nature de 2023 à 2024,.
Van Mierlo se présente comme candidat libéral-démocrate dans la circonscription de Fylde, dans le Lancashire, aux élections générales de 2015 et 2017. Il est élu député de Henley et Thame lors des élections générales de 2024, recevant 45% des voix, avec une majorité de 6 267 voix sur le candidat conservateur arrivé deuxième. La circonscription précédente de Henley était détenue par les conservateurs depuis 114 ans, depuis les élections générales de janvier 1910.

## Vie personnelle
Van Mierlo vit à Henley-on-Thames avec sa femme et sa fille. Il est un parent éloigné de Hans van Mierlo, cofondateur du parti libéral néerlandais Démocrates 66.